# 松村康平
松村 康平（まつむら こうへい、1917年6月17日 - 2003年11月19日）は日本の教育学者。
松村眞一郞とエミの間に五男として生まれる。1941年、東京帝国大学文学部心理学科を卒業。学習院大学助教授、お茶の水女子大学家政学部幼児教育助教授及び教授を経て、1987年に郡山女子大学家政学部教授に就任。同年日本応用心理学会名誉会員。2003年11月19日、胃癌のため死去。

## 親族
- 松村眞一郞（父）- 農商務省出身で貴族院議員及び参議院議員を務めた。
- 広幡忠隆（叔父）- 妻のフミは康平の母・エミの妹。侯爵、貴族院議員。逓信省管船局長、皇后宮大夫及び侍従次長を務めた。
- 山本達郎（兄）- 祖父・山本達雄の養嗣子となる。東京大学名誉教授。
- 千沢楨治（義弟）- 長妹・頼子の夫。上智大学教授、山梨県立美術館初代館長。
- 倉知善一（義弟）- 末妹・治子の夫。住友信託銀行取締役。

## 著書
- 『幼児の教育』金子書房　1952　教育文庫
- 『保育のための幼児心理』恒星社厚生閣　1955　幼児保育教室
- 『子どもの教室』明治図書出版　1957
- 『心理劇 対人関係の変革』誠信書房　1961
- 『自分が挫けない法 勇気をつくる心理学』青春出版社・青春新書　1963
- 『児童臨床学-大系『児童学』研究』光生館 1969
- 『子どものおもちゃと遊びの指導』フレーベル館 1970

## 共編著
- 『幼児・児童教育講座』全6 品川不二郎共編　福村書店　1954-1955
- 『講座女の心理』小口忠彦共編　福村書店　1956
- 『児童学 児童理解のための基礎』中西昇共編　誠信書房　1956
- 『児童心理学』森重敏共編　誠信書房1957　心理学叢書
- 『児童精神衛生講座』第1-3　加藤正明、長島貞夫共編　明治図書出版　1958
- 『児童理解の方法』編　誠信書房　1958
- 『適応と変革 対人関係の心理と論理』板垣葉子共著　誠信書房　1960
- 『看護の心理 その体験・実際・課題』編著　大日本図書　1962
- 『青年心理学』西平直喜共編　朝倉書店・朝倉心理学講座　1962
- 『体育あそび 春夏秋冬』森下はるみ共著　新書館　1962
- 『婦人学級 あすのために』編　恒星社厚生閣　1962
- 『臨床心理学』竹内硬共編　朝倉書店・朝倉心理学講座　1964
- 『身上相談の心理学』林潔共著　新書館　1965
- 『看護相談要論 関係発展の看護学』編　現代社　1969
- 『女性心理学』小口忠彦共編　福村出版　1969
- 『児童学事典』浅見千鶴子共編　光生館　1972
- 『心理技術事典』伊藤祐時、大村政男共編　朝倉書店　1977
- 『人間関係学』斎藤緑共編著　関係学研究所　1991

## 翻訳
- レヴィン『トポロギー心理学の原理』外林大作共訳　生活社　1942

## 論文
- 「課題遂行の過程より見たる性格」 『心理学研究』 第16巻 2輯 1941
- 「移行過程と行為位相に関する観察記録」 『心理学研究』 第16巻 3輯 1941
- 「飽和過程の一考察-性格の研究」 『心理学研究』 第17巻 1輯 1942
- 「第一印象について」 『心理』 第1巻 2冊 1948
- 「性格の研究-研究法の試案」 『心理学研究』 第19巻 2号 1949
- 「青年期の読書指導-中学生を主として」 『児童心理』 第4巻 2号 1950
- 「自己の一特性」 『千輪浩先生還暦記念論文集 最近心理学の諸問題』 東京大学・同記念事業委員会発行 1952
- 「精神衛生」 『心理学講座 8.保健心理』 中山書店 1953
- 「心理劇」 『児童心理』 第11巻 12号 1956
- 「人間関係の診断-役割技法による研究」 『心理学評論』 第1巻 1号 1957
- 「幼稚園教育の心理と技術」 『現代教育心理学大系 11. 学校における生活指導』 中山書店 1958
- 「遊戯療法」 『性格心理学講座 5. 性格の教育』 金子書房 1960
- 「保育関係論」 『保育学の進歩』 フレーベル館 1977
- 「人間科学としての心理学」 『応用心理学研究』 第3・4合併号 1980
- 「集団心理療法の原論と技法」 『集団精神療法』 第4巻 2号 1988